# Torneo Competencia 1955
Het Torneo Competencia 1955 was de zestiende editie van deze Uruguayaanse voetbalcompetitie. Het toernooi stond enkel open voor clubs uit de Primera División en liep van mei tot juli 1955. Rampla Juniors FC won het toernooi. Het was de tweede keer dat ze het Torneo Competencia wonnen.

## Teams
Aan het Torneo Competencia deden enkel ploegen mee die dat jaar speelden in de Primera División. Het was voor het eerst sinds 1949 dat er geen ploegen uit lagere divisies meespeelden. In 1955 waren dat onderstaande ploegen, die allen uit Montevideo afkomstig waren.
| Clubs                   | Clubs                     |
| ----------------------- | ------------------------- |
| CA Cerro                | Club Nacional de Football |
| Danubio FC              | CA Peñarol                |
| CA Defensor             | Rampla Juniors FC         |
| Liverpool FC            | CA River Plate            |
| Montevideo Wanderers FC | IA Sud América            |

## Toernooi-opzet
Het Torneo Competencia werd gespeeld voorafgaand aan de Primera División. De tien deelnemende clubs speelden een halve competitie tegen elkaar en de ploeg die de meeste punten behaalde werd eindwinnaar. De behaalde resultaten telden ook mee voor het Torneo de Honor 1955. Het toernooi was een Copa de la Liga; een officieel toernooi, georganiseerd door de Uruguayaanse voetbalbond (AUF).

## Toernooiverloop
Club Nacional de Football begon goed door de eerste drie wedstrijden te winnen. Hierdoor behaalden ze een voorsprong op CA Peñarol, de landskampioen en hun traditionele rivaal. Peñarol won namelijk maar een van hun eerste vier duels. De naaste belager van Nacional was Rampla Juniors FC, dat weliswaar tijdens de tweede speelronde met 2–1 had verloren van Nacional, maar alle overige wedstrijden had gewonnen. Wegens een trip naar Brazilië werden twee duels van Nacional verplaatst en dit gaf Rampla Juniors de mogelijkheid om de koppositie te veroveren.
Eind juni leed Nacional hun eerste puntverlies (een gelijkspel tegen Danubio FC). Rampla Juniors bleef hierdoor aan de leiding, totdat Nacional hun inhaalwedstrijden had gespeeld (en gewonnen). Ondertussen had Rampla Juniors wel van Peñarol gewonnen, waardoor Peñarol was uitgeschakeld voor de eindwinst.
Na acht speelronden had Nacional 15 punten, Rampla Juniors 14 punten en Peñarol 11 punten. In de slotronde slaagde Peñarol er echter in om hun rivaal Nacional met 4–1 te verslaan. Omdat Rampla Juniors van Montevideo Wanderers FC won betekende dit dat de Picapiedras de eindoverwinning in het Torneo Competencia behaalden met acht van de negen wedstrijden gewonnen. Nacional en Peñarol eindigden als tweede en derde. Het gepromoveerde IA Sud América wist alleen van Danubio te winnen en eindigde als laatste in het toernooi.

### Eindstand
|     | Club                      | Sp. | W | G | V | Pnt. | DV | DT | DS  |
| --- | ------------------------- | --- | - | - | - | ---- | -- | -- | --- |
| 1.  | Rampla Juniors FC         | 9   | 8 | 0 | 1 | 16   | 21 | 8  | +13 |
| 2.  | Club Nacional de Football | 9   | 7 | 1 | 3 | 15   | 25 | 15 | +10 |
| 3.  | CA Peñarol                | 9   | 5 | 3 | 1 | 13   | 18 | 8  | +10 |
| 4.  | Danubio FC                | 9   | 4 | 3 | 2 | 11   | 15 | 12 | +3  |
| 5.  | CA Defensor               | 9   | 3 | 2 | 4 | 8    | 21 | 21 | 0   |
| 6.  | CA Cerro                  | 9   | 2 | 2 | 5 | 6    | 9  | 14 | –5  |
| 7.  | CA River Plate            | 9   | 1 | 4 | 4 | 6    | 8  | 13 | –5  |
| 8.  | Liverpool FC              | 9   | 3 | 0 | 6 | 6    | 10 | 16 | –6  |
| 9.  | Montevideo Wanderers FC   | 9   | 2 | 1 | 6 | 5    | 13 | 18 | –5  |
| 10. | IA Sud América            | 9   | 1 | 2 | 6 | 4    | 10 | 25 | –15 |

| Winnaar Torneo Competencia 1955 |
| ------------------------------- |
| Rampla Juniors FC 2e titel      |

1934 ·
1936 ·
1941 ·
1942 ·
1943 ·
1944 ·
1945 ·
1946 ·
1947 ·
1948 ·
1949 ·
1950 ·
1951 ·
1952 ·
1953 ·
1955 ·
1956 ·
1957 ·
1958 ·
1959 ·
1961 ·
1962 ·
1963 ·
1964 ·
1967 ·
1985 ·
1986 ·
1987 ·
1988 ·
1989 ·
1990